# Ernest Brezovszky
Ernest Brezovszky (* 30. November 1927 in Untersiebenbrunn; † 17. Juli 2003 in Wien) war ein österreichischer Bundesbeamter und Politiker (SPÖ). Brezovszky war Abgeordneter zum Landtag von Niederösterreich und Landesrat in der Niederösterreichischen Landesregierung.

## Leben
Brezovszky besuchte nach der Volksschule das Gymnasium in Horn, musste jedoch seine Schulbildung durch die Ableistung des Kriegsdienstes im Zweiten Weltkrieg unterbrechen. Brezovszky schloss seine Schulausbildung nach dem Ende des Zweiten Weltkriegs in Wien ab und studierte in der Folge Rechtswissenschaften an der Universität Wien. Brezovszky schloss sein Studium mit dem akademischen Grad Dr. jur. ab und trat 1952 in das Bundesministerium für soziale Verwaltung ein.
Brezovszky wurde 1975 zum Vizebürgermeister gewählt und hatte zwischen 1978 und 1980 das Amt des Bürgermeisters von Gänserndorf inne. Brezovszky war zudem von 1971 und 1979 Bezirksparteivorsitzender der SPÖ und vertrat die SPÖ vom 19. November 1964 bis zum 19. April 1979 im Niederösterreichischen Landtag. Er hatte die Funktion des Klubobmanns inne und war zudem stellvertretender SPÖ-Landesparteivorsitzender. Zwischen dem 19. April 1979 und dem 11. Juli 1991 war Brezovszky Landesrat in der Niederösterreichischen Landesregierung. Einer breiteren Öffentlichkeit wurde er bekannt, als er 1984 mit der naturschutzbehördlichen Bewilligung des Donaukraftwerkes Hainburg befasst war.
Brezovszky wurde am Sieveringer Friedhof (Abteilung 2, Gruppe 12, Nummer 54) in Wien bestattet.

## Auszeichnungen
- 1991: Großes Goldenes Ehrenzeichen für Verdienste um die Republik Österreich[1]